# Jemal Ould Mohamed Taleb
جمال ولد محمد طالب
Jemal Ould Mohamed Taleb, usuellement appelé Jemal Taleb est un avocat mauritanien, associé du cabinet Diamantis & Partners et ambassadeur itinérant de la Mauritanie,.

## Biographie
Jemal Taleb (en arabe : جمال ولد محمد طالب) est né à Nouakchott au début des années 1970. Ses parents, décident de l’envoyer en Algérie pour suivre une formation de Génie mécanique. Ayant abandonné au bout de huit mois son cursus algérien, c’est à 23 ans que Jemal Taleb se présente à l’examen du baccalauréat en Mauritanie.
Poussé par son frère aîné qui l’encourage à lire et à se cultiver davantage, Jemal Taleb cofonde avec d’anciens du mouvement des indépendants (MDI), en 1999 l'organisation clandestine secrète  Conscience et Résistance (CR). Cela lui vaut d’être emprisonné puis assigné à résidence mais, dès sa sortie de prison, il arrive à immigrer en France et à trouver un emploi administratif au sein d’EDF. Pourtant, Jemal Taleb juge son emploi médiocre et aux perspectives d’avenir étroites : il se sent alors comme dans une seconde prison.
Décidant de reprendre ses études, il s’inscrit au début des années 2000 à la faculté de droit et à l’Institut d’études politiques de Grenoble. Il y soutient une thèse dirigée par Henri Oberdorff.[réf. nécessaire]
Maître Jemal Taleb  est avocat au barreau de Paris et a prêté serment le 05 juin 2019.
Depuis 2016, Jemal Tayeb prépare une seconde thèse en droit international à l'université de Paris sur « Les expériences de l'union européenne en matière de gestion des conflits et de la gestion des crises en Afrique » sous la direction du professeur Frédéric Rouvillois.

## Vie professionnelle
De retour en Mauritanie, Jemal Taleb consolide un solide réseau de relations et se voit proposer une collaboration avec les différents gouvernements qui se succèdent. En particulier, les liens forts d’amitiés qu’il arrive à cultiver avec l'ex-président Mohamed Ould Abdelaziz l’amèneront à être nommé ambassadeur itinérant de la Mauritanie et à agir en tant qu’assistant du gouvernement sur des questions de droits de l’homme, de diplomatie parallèle et de lobbying politique. Parallèlement, avec l’aide d’Éric Diamantis et sans besoins de s’inscrire au barreau, Jemal se positionne en tant qu’avocat salarié puis associé au sein du cabinet Diamantis & Partners, acteur important sur le continent africain.

## Vie associative
Outre sa fonction d’avocat associé chez Diamantis & Partners, Jemal Taleb est également vice-président du conseil d’administration de l’Institut de prospective économique du monde méditerranéen (IPEMED) , un think tank prônant une meilleure intégration économique entre l’Europe et l’Afrique et cela dans une approche régionale, via l’interface que constitue la mer Méditerranée. Il est également membre du think tank Synopia spécialisé dans l’étude des nouvelles formes de gouvernance, publique ou entrepreneuriale, ainsi que des enjeux de cohésion. Le Think Tank regroupe des hauts-fonctionnaires, des officiers-généraux, des entrepreneurs et des juristes de haut-niveau. Les travaux du think tank sont régulièrement cités dans la presse française (Figaro,, Usine Nouvelle, Public Sénat, etc.). Jemal Taleb est également membre de la Société Française de Droit International et de l’Observatoire du Développement Africain.

## Media
Jemal Mohamed Taleb est éditorialiste sur le média panafricain Africa 24,.